# 莱洛姆-阿莱西亚站
莱洛姆-阿莱西亚站是法国的一个铁路车站，位于法国科多尔省市镇沃纳雷莱洛姆境内。

## 位置
莱洛姆-阿莱西亚站位于沃纳雷莱洛姆市区的北部，巴黎－马赛铁路256.78公里处，距离第戎大约59公里。车站大致呈东西走向，开口朝南。

## 停靠线路
以下列车线路在莱洛姆-阿莱西亚站停靠：
| 莱洛姆-阿莱西亚站列车线路表    |      |          |        |              |
| 线路                           | 车种 | 上一站   | 下一站 | 大致运行频率 |
| 巴黎—第戎/马孔/里昂帕丢/佩拉什 | TER  | 蒙巴尔   | 第戎   | 每天8趟左右  |
| 欧塞尔/拉罗什-米仁讷—第戎      | TER  | 蒙巴尔   | 第戎   | 每天4趟左右  |
| 莱洛姆-阿莱西亚—第戎/伊苏提勒  | TER  | （起点） | 特尼赛 | 每天7趟左右  |
| 1.                             |      |          |        |              |

## 配套交通

### 长途客车
| 停靠莱洛姆-阿莱西亚站的大巴车 |                     | |
| 上下车地点                    | 运营单位            | 主要线路及目的地 |
| 车站门口                      | 大区城际客运 MobiGo | LR121 梅内特勒勒皮图瓦 · 普伊奈 · 马里尼勒卡乌埃 · 马尼拉维勒 · 欧苏瓦地区瑟米 LR122 欧苏瓦地区普伊 · 维托 · 波桑日 · 阿尔奈苏维托 · 塞尼 · 蒙巴尔 |
| 车站门口                      | SNCF Car TER        | （当某条铁路线施工或罢工时，SNCF可能会提供途径该线路沿途站点的大巴车）                                                                             |
| 1. 2. 3.                      |                     | |

### 城市公共交通
莱洛姆-阿莱西亚站门口暂无城市公共交通线路经过。

### 社会车辆
莱洛姆-阿莱西亚站门口设有社会车辆停车场。

## 临近车站
| 莱洛姆-阿莱西亚站（Gare des Laumes - Alésia） |                |                   |
| 上行车站                                      | 线路           | 下行车站          |
| 蒙巴尔站 13.9km ←                             | 巴黎－马赛铁路 | 特尼赛站 → 14.4km |
| - 本表仅显示运营中的线路及车站                |                |                   |